# Conseil européen des organisations sceptiques
Le Conseil européen des organisations sceptiques (en anglais : European Council of Skeptical Organisations) est une fédération regroupant les associations défendant le scepticisme scientifique en Europe.

## Objectifs
Fondé le 25 septembre 1994, CEOS aspire à coordonner les activités des individus et des organisations qui se positionnent sur la défense du scepticisme, au sens scientifique du terme, que ce soit en enquêtant publiquement et scientifiquement sur les phénomènes paranormaux, ou d'une manière générale en remettant en cause tous les détournements de la science par les pseudo-sciences. Il entend poursuivre la série de conférences du mouvement sceptique européen qui ont précédé sa fondation et appuie l'organisation d'une conférence biannuelle et un symposium dans l'intervalle.
La Constitution du Conseil européen des organisations sceptiques affirme qu'il aspire à :

« 1) protéger le public des assertions et thérapies qui n'ont pas été soumises à une analyse critique et pourraient donc constituer un danger.

2) enquêter par des tests dans des conditions contrôlées et des expériences de telles assertions extraordinaires, qui sont en marge du savoir scientifique actuel, ou qui le contredisent. Cela s'applique tout particulièrement aux phénomènes « paranormaux » ou « pseudo-scientifiques ». Cela dit, aucune assertion, explication ou théorie ne sera rejetée avant qu'une évaluation objective soit faite.

3) promouvoir l'élaboration de politiques publiques basées sur les bonnes pratiques reconnues en science et en médecine. »

La Constitution est signée par Amardeo Sarma (GWUP), Michael Howgate (UK Skeptics), Miguel Angel Sabadell (ARP), Paul Kurtz (CSICOP), Tim Trachet (SKEPP), Arlette Fougnies (Comité Para) et Cornelis de Jager (Stichting Skepsis).

## Structure

### Conseil d'administration

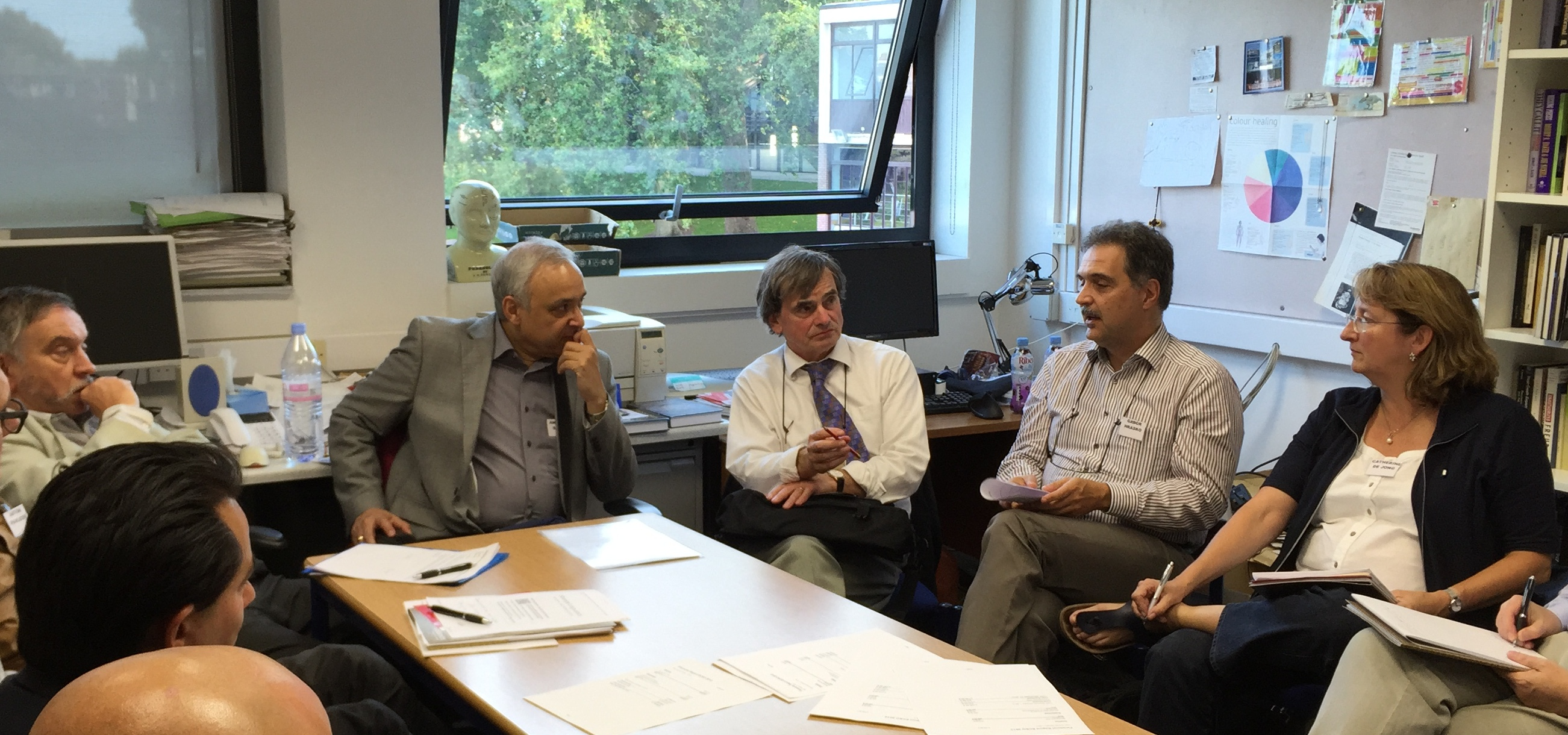
Le conseil d'administration réuni à Londres en 2015 (de gauche à droite): Trachet, Sarma, Heap, Hraskó, de Jong.

Cornelis de Jager est le premier président, jusqu'en 2001. Il est remplacé par Amardeo Sarma (2001–2013). Depuis septembre 2019, le conseil d'administration du CEOS est composé de:
- Claire Klingenberg (Sisyfos) – Président
- Tim Trachet (SKEPP) – Vice-président
- Amardeo Sarma (GWUP) – Trésorier
- Paola De Gobbi (CICAP) – Membre
- Pontus Böckman (VOF) – Membre
- Catherine de Jong (VtdK) – Membre
- Michael Heap (ASKE) – Membre
- András Gábor Pintér (SzT) – Membre
- François-Marie Bréon (AFIS) – Membre

### Organisations membres
Le CEOS rassemble les groupes sceptiques suivants:
| Nom original                                                                                | Nom en français                                                                               | Abrév.    | Fondation | Région      | Commentaires                                        |
| ------------------------------------------------------------------------------------------- | --------------------------------------------------------------------------------------------- | --------- | --------- | ----------- | --------------------------------------------------- |
| Alternativa Racional a las Pseudociencias - Sociedad para el Avance del Pensamiento Crítico | Alternative rationnelle à la pseudo-science - Société pour l'avancement de la pensée critique | ARP-SAPC  | 1986      | Espagne     | Membre fondateur.                                   |
| Association for Skeptical Enquiry                                                           | Association pour l'enquête sceptique                                                          | ASKE      | 1997      | Royaume-Uni |                                                     |
| Association française pour l'information scientifique                                       | Association française pour l'information scientifique                                         | AFIS      | 1968      | France      | Membre depuis 2001.                                 |
| Cercle zététique du Languedoc-Roussillon                                                    |                                                                                               | CZLR      | 1996      | France      | Membre depuis 2018.                                 |
| Comitato Italiano per il Controllo delle Affermazioni sulle Pseudoscienze                   | Comité italien pour l'enquête des assertions pseudo-scientifiques                             | CICAP     | 1989      | Italie      |                                                     |
| Comité belge pour l'analyse critique des parasciences                                       | Comité belge pour l'analyse critique des parasciences                                         | Para ASBL | 1949      | Belgique    | Dessert la Wallonie et Bruxelles. Membre fondateur. |
| Círculo Escéptico                                                                           | Le cercle sceptique                                                                           | CE        | 2006      | Espagne     |                                                     |
| Föreningen Vetenskap och Folkbildning                                                       | Science et éducation populaire / Association sceptique suédoise                               | VoF       | 1982      | Suède       |                                                     |
| Gesellschaft zur wissenschaftlichen Untersuchung von Parawissenschaften                     | Société pour l'enquête scientifique des parasciences                                          | GWUP      | 1987      | D-A-CH      | Basée à Roßdorf, Allemagne. Membre fondateur.       |
| Irish Skeptics Society                                                                      | Société sceptique irlandaise                                                                  | ISS       | 2002      | Irlande     |                                                     |
| Observatoire zététique                                                                      | Observatoire zététique                                                                        | OZ        | 2003      | France      | [ 10 ]                                              |
| Skepsis ry                                                                                  | Skepsis                                                                                       | Skepsis   | 1987      | Finlande    |                                                     |
| Skeptiker Schweiz – Verein für kritisches Denken                                            | Sceptiques suisses - Association pour l'esprit critique                                       | Skeptiker | 2012      | Suisse      | [ 11 ]                                              |
| Stichting Skepsis                                                                           | Fondation Skepsis                                                                             | Skepsis   | 1987      | Pays-Bas    | Membre fondateur                                    |
| Studiekring voor de Kritische Evaluatie van Pseudowetenschap en het Paranormale             | Cercle d'étude pour l'évaluation critique de la pseudo-science et du paranormal               | SKEPP     | 1990      | Belgique    | Dessert la Flandre et Bruxelles. Membre fondateur   |
| Szkeptikus Társaság                                                                         | Société sceptique hongroise                                                                   | SzT       | 2006      | Hongrie     |                                                     |
| Vereniging tegen de Kwakzalverij                                                            | Association contre le charlatanisme                                                           | VtdK      | 1881      | Pays-Bas    | Pas encore formellement membre.                     |
| Český klub skeptiků Sisyfos                                                                 | Czech Skeptics Club Sisyfos                                                                   | Sisyfos   | 1995      | Tchéquie    |                                                     |

De plus, le Committee for Skeptical Inquiry (CSI, jadis CSICOP) et son fondateur et président de longue date Paul Kurtz, sont activement impliqués dans sa formation, notamment parce que le Skeptical Inquirer avait un grand nombre d'abonnés en Europe. CSI et la Israel Skeptics Society sont des membres associés de CEOS.

## Conférence des sceptiques d'Europe
Les conférences des sceptiques d'Europe (CSEs) ont lieu depuis 1989, avec la participation d'organisations sceptiques de plusieurs pays d'Europe. Les conférences de deux à quatre jours ont souvent lieu au mois de septembre. Le CEOS a vu le jour lors de la sixième CSE, le 25 septembre 1994 à Ostende, en Belgique. Depuis sa fondation, le CEOS coordonne l'organisation des CSE qui ont lieu à tous les deux ans, passant d'une organisation hôte à une autre. Les groupes sceptiques qui ne sont pas membres du CEOS peuvent aussi y envoyer une délégation.

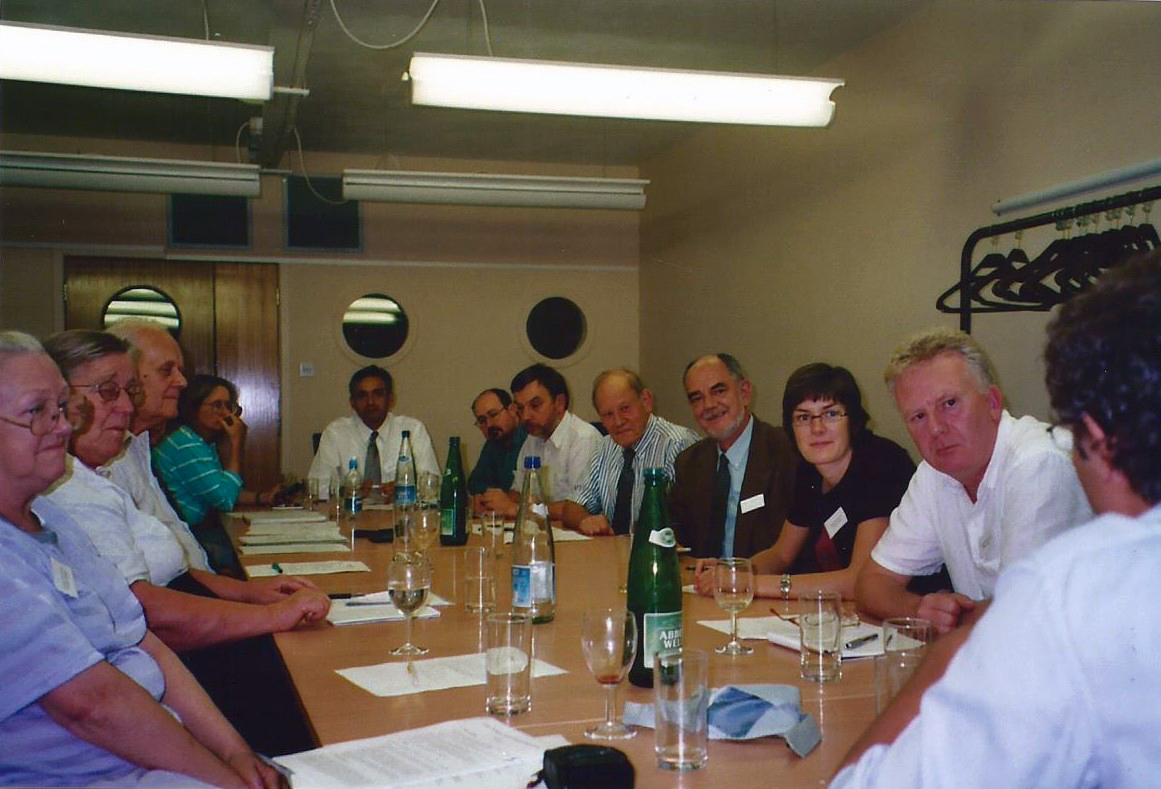
Membres du conseil d'administration du CEOS et de CSICOP, à la 11e conférence des sceptiques d'Europe, à Londres.
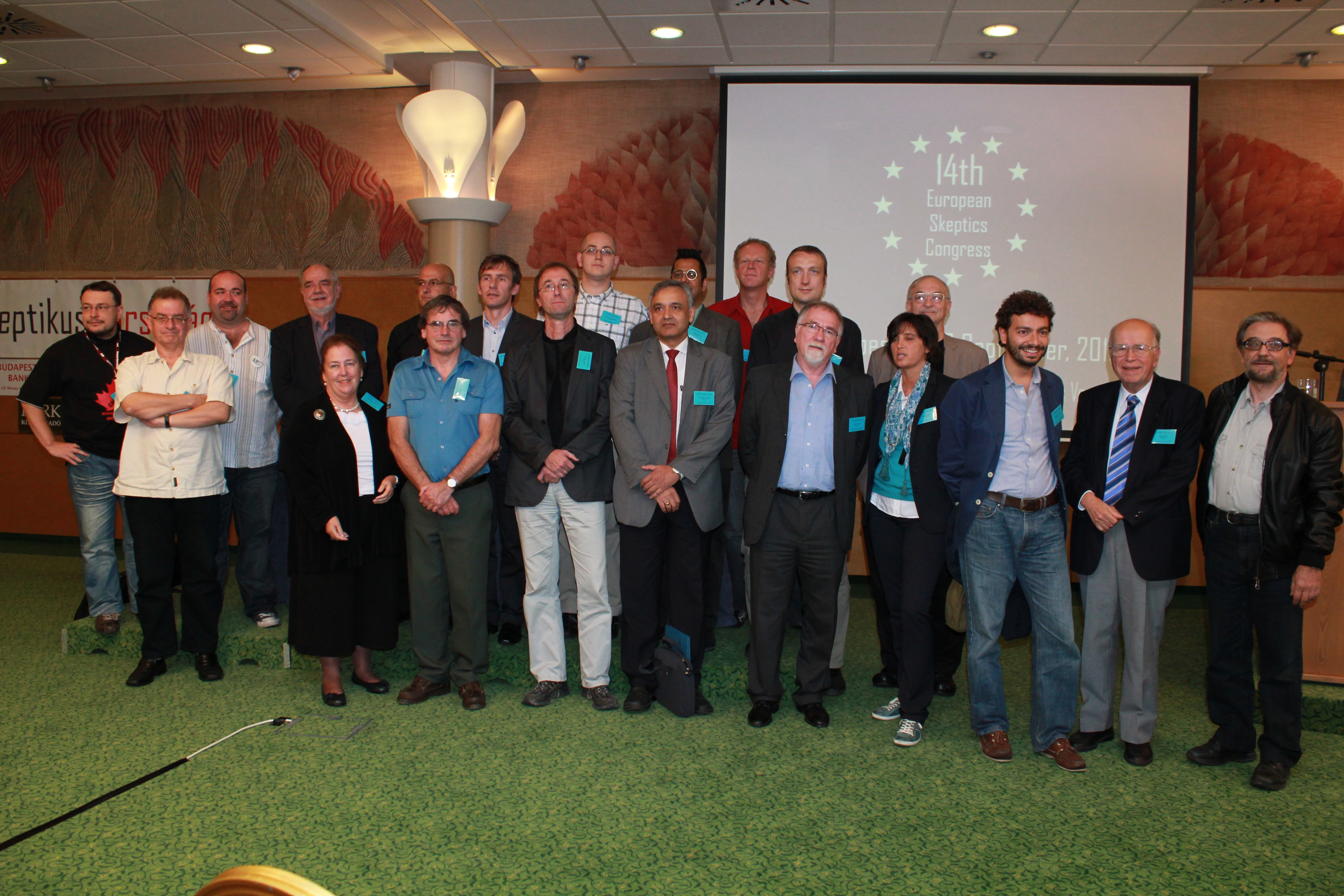
Conférenciers à la 14e conférence des sceptiques d'Europe, à Budapest.
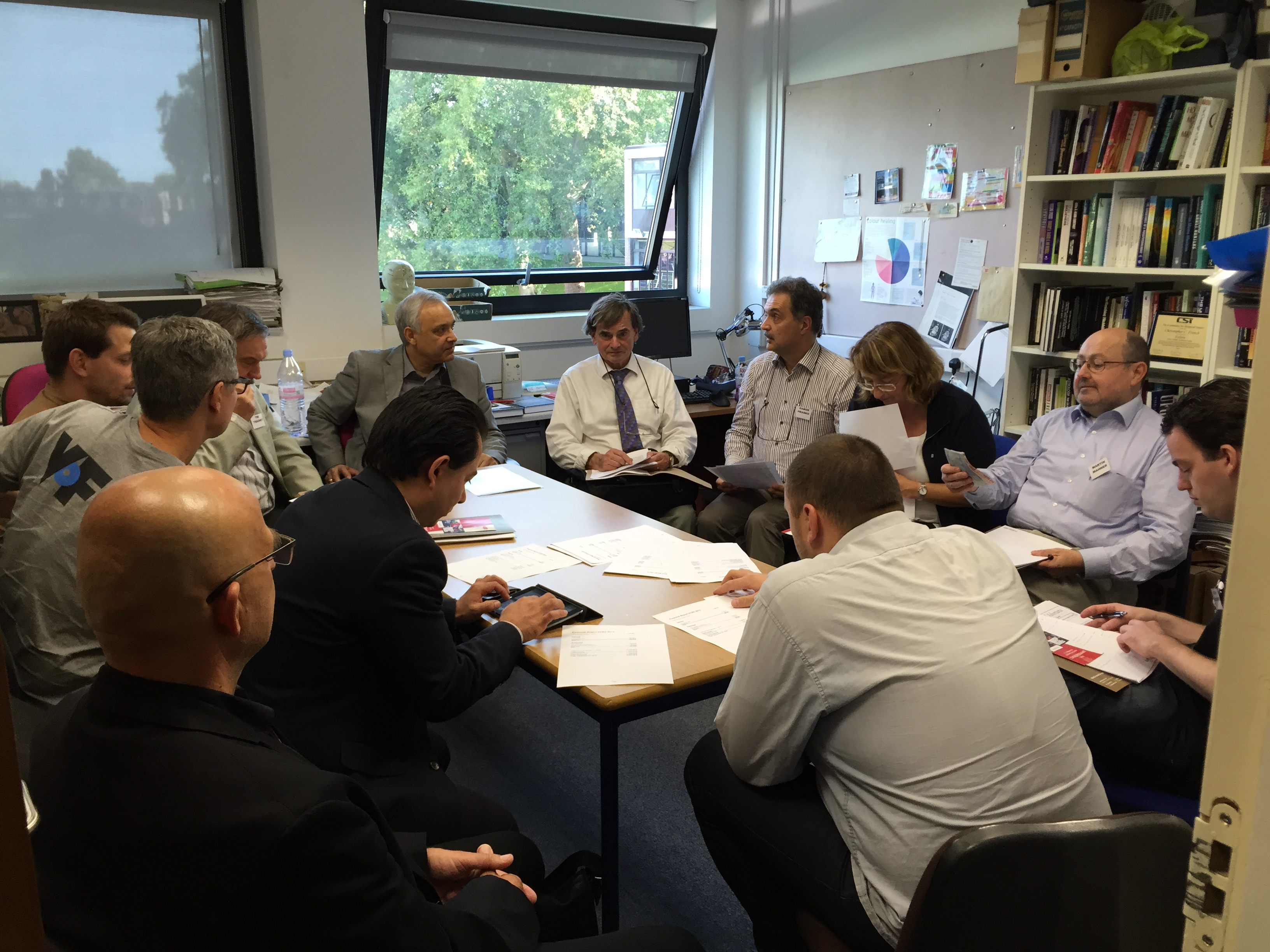
Rencontre des représentants des groupes membres du CEOS, à la conférence des sceptiques d'Europe en 2015, à Londres.

Historique des conférences,
| Événement                              | Date                          | Ville         | Pays                 | Commentaires                                                                             |
| -------------------------------------- | ----------------------------- | ------------- | -------------------- | ---------------------------------------------------------------------------------------- |
| 1re Conférence des sceptiques d'Europe | 5 au 7 mai 1989               | Bad Tölz      | Allemagne de l'Ouest |                                                                                          |
| 2e Conférence des sceptiques d'Europe  | 10-11 août 1990               | Bruxelles     | Belgique             |                                                                                          |
| 3e Conférence des sceptiques d'Europe  | 4-5 octobre 1991              | Amsterdam     | Pays-Bas             |                                                                                          |
| 4e Conference des sceptiques d'Europe  | 17 au 19 juillet 1992         | Saint-Vincent | Italie               |                                                                                          |
| 5e Conférence des sceptiques d'Europe  | 29 au 31 août 1993            | Keele (en)    | Royaume-Uni          | Thème: "Science pour la vie: Santé, Médicine et bien-être". Organisée par UK Skeptics.   |
| 6e Conférence des sceptiques d'Europe  | 23 au 25 septembre 1994       | Ostende       | Belgique             | Thème: "Science, pseudo-science et l'environnement". ECSO formed.                        |
| 7e Conférence des sceptiques d'Europe  | 4 au 7 mai 1995               | Roßdorf       | Allemagne            |                                                                                          |
| 8e Conférence des sceptiques d'Europe  | 4 au 7 septembre 1997         | La Corogne    | Espagne              |                                                                                          |
| 9e Conférence des sceptiques d'Europe  | 17 au 19 septembere 1999      | Maastricht    | Pays-Bas             | Organisée par Stichting Skepsis                                                          |
| 10e Conférence des sceptiques d'Europe | 7 au 9 septembre 2001         | Prague        | Tchéquie             | Thème: "Recrudescence et développement des croyances paranormales en Europe de l'Est"    |
| 11e Conférence des sceptiques d'Europe | 5 au 7 septembre 2003         | Londres       | Royaume-Uni          |                                                                                          |
| 12e Conférence des sceptiques d'Europe | 13 au 15 octobere 2005        | Bruxelles     | Belgique             | Thème: "Pseudo-science, médecine alternative et les médias"                              |
| 13e Conférence des sceptiques d'Europe | 7 au 9 septembre 2007         | Dublin        | Irlande              | Thème: "The Assault on Science: Constructing a Response" Plus de 100 participants.       |
| 14e Conférence des sceptiques d'Europe | 17 au 19 septembre 2010       | Budapest      | Hongrie              | [ 22 ]                                                                                   |
| 15e Conférence des sceptiques d'Europe | 22 au 25 août 2013            | Stockholm     | Suède                | Thème: "Fuite vers la clarté!",                                                          |
| 16e Conférence des sceptiques d'Europe | 10 au 13 septembre 2015       | Londres       | Royaume-Uni          | Organisée par Association for Skeptical Enquiry and Anomalistic Psychology Research Unit |
| 17e Conférence des sceptiques d'Europe | 22 au 24 septembre 2017       | Wrocław       | Pologne              | Organisée par Klub Sceptyków Polskich et Sisyfos                                         |
| 18e Conférence des sceptiques d'Europe | 23 août au 1er septembre 2019 | Gand          | Belgique             | Organisée par SKEPP et Comité Para                                                       |
| 19e Conférence des sceptiques d'Europe | 9 au 11 septembre 2022        | Vienne        | Autriche             | Organisée par GWUP                                                                       |
| 20e Conférence des sceptiques d'Europe | 10 mai au 2 juin 2024         | Lyon          | France               | Organisé par l'AFIS                                                                      |

## Autre
Dans une entrevue diffusée en 2015, le président du CEOS Gábor Hraskó a affirmé que l'organisation entend d'abord identifier tous les chefs de file actifs des divers groupes européens. Plusieurs de ces groupes ont disparu, d'autres sont restés actifs sous de nouveaux dirigeants ; il est important « d'établir des réseaux ». Lors de la 15e conférence, tenue à Londres, Hraskó a souligné qu'il a beaucoup appris sur les méthodes d'organisation des groupes sceptiques britanniques. Leur fonctionnement diffère de celui des groupes continentaux, où un seul groupe a tendance à s'occuper de tout. Les groupes britanniques sont tous indépendants et davantage dirigés par la base, tout en travaillant ensemble sur de gros projets. Il a dit espérer que la conférence de 2017 IRA « aux sceptiques polonais ou tchèques ». Il a souligné que les sceptiques tchèques ont disparu pendant un certain temps et il espère qu'ils se seront réorganisés, pour pouvoir formaliser avec les Polonais les planifications de la conférence de 2017. C'est effectivement ce qui est arrivé, le Club sceptique de Pologne travaillant en coopération avec le Club sceptique tchèque Sisyfos pour organiser la 17e Conférence des sceptiques d'Europe à Wrocław, Pologne. L'accès au site leur a initialement été refusé pour des motifs religieux, les obligeant à se relocaliser à la Faculté de Droit, Administration et Économie à l'Université de Wrocław.
Catherine de Jong souligne qu'une organisation chapeautant l'ensemble des groupes sceptiques aide à partager de l'information lorsqu'un conférencier des médecines alternatives planifie une tournée en Europe. Elle a donné en exemple avec la tournée du guérisseur mystique Peter Popoff : le sceptique britannique Michael Marshall a pu contacter CEOS, qui a alors avisé les dirigeants des autres groupes. Ils ont ainsi été en mesure de partager de l'information et de se préparer à réagir à l'événement.

## Récompenses
Au cours du 6e World Skeptics Congress (Berlin, 18 au 20 mai 2012), qui était commanditée conjointement par le CEOS, GWUP et le Committee for Skeptical Inquiry (CSI), le CEOS a remis le « Prix des sceptiques exceptionnels » (Outstanding Skeptics Award) à Wim Betz (SKEPP) et Luigi Garlaschelli (CICAP) « en reconnaissance de leur engagement et leur remarquable contribution dans la promotion des sciences et leurs enquêtes sur des assertions extraordinaires ». Simultanément, CSI a remis le Prix d'honneur de la raison (« In Praise of Reason Award ») à Simon Singh et Edzard Ernst, « en reconnaissance de leur contribution remarquée à l'usage de l'enquête critique, la preuve scientifique et l'emploi de la raison dans l'évaluation d'assertions »,.